# 短體翼石首魚
短體翼石首魚為輻鰭魚綱鱸形目鱸亞目石首魚科的其中一種，分布東大西洋區，從塞內加爾至那米比亞海域，棲息深度可達200公尺，體長可達32公分，棲息在沿海沙泥底質海域，屬肉食性，以魚類、頭足類、甲殼類等為食，可做為食用魚。